# Handorf (Münster)
Handorf is een woonkern in het stadtbezirk Ost in de Duitse stad Mǘnster. In 2017 vestigde zich een deel van het eerste Duits-Nederlandse legerkorps in de Lutzow-kazerne in Handorf. In de plaats was van 1960 tot 1975 de eerste Groep Geleide Wapens van de Koninklijke Luchtmacht gevestigd.

## Ligging

Ligging van Handorf in de stad Mṻnster

De woonkern Handorf en de daarbij behorende buurtschap Durbaum ligt aan de oostelijke oever van het riviertje de Werse, ten zuiden van de Eems. In het oosten grenst het aan Telgte. Het omringende gebied, tussen de Eems en de Werse, werd vroeger ook bij Handorf gerekend.

## Geschiedenis

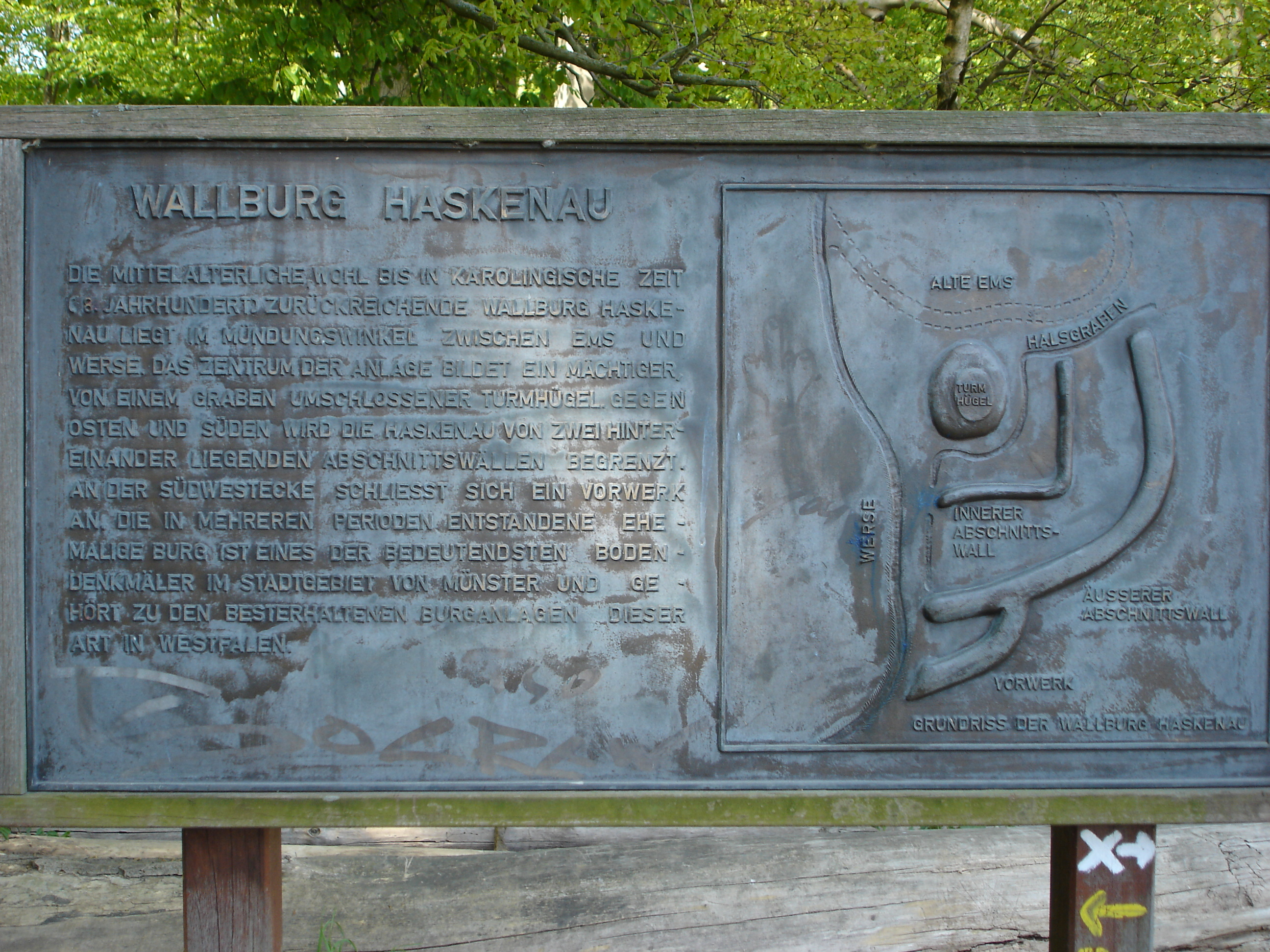
Gedenkplaat Haskenau

In het gebied tussen de Werse en de Eems, bij Handorf, zijn archeologische resten gevonden die bewijzen dat het gebied al zeker 7.000 jaar bewoond is. Het mottekasteel Haskenau, ten noorden van Handorf, stamt vermoedelijk uit de tijd van de Franken. Bij opgravingen zijn er scherven uit de tijd van de Karolingen gevonden. Vanwege de ligging aan het riviertje de Werse, waren uitstapjes vanuit Münster naar het dorpje Handorf reeds in de 19e eeuw populair. In de 20e eeuw is het dorp veranderd in een slaapstad van Münster.

### Vliegveld Münster-Handorf
In 1934 werd begonnen met de aanleg van het vliegveld Münster-Handorf, omdat het oude vliegveld van Münster op de Loddenheide niet meer toereikend was. In 1937 werd het in gebruik genomen. Het had twee delen: het noordwestelijke deel was voor militaire doeleinden bestemd, het zuidoostelijke deel voor burgerluchtvaart. De installaties voor de militaire vliegbasis werden in 1938 aangelegd. Gedurende de Tweede Wereldoorlog was Handorf een belangrijke thuisbasis voor bommenwerpers van de Luftwaffe. Na de oorlog werd het vliegveld door Amerikaanse en Britse troepen gebruikt, onder andere voor opvang van vluchtelingen.

#### Lützow-kazerne
Op het oorspronkelijk militaire deel van de vliegbasis werd in 1956 begonnen met de bouw van de Lūtzow-kazerne die in 1959 in gebruik werd genomen door het Duitse leger. In 2017 werd een deel van het Duits-Nederlandse legerkorps hier gevestigd.

#### Nike-Hercules luchtafweerraketten

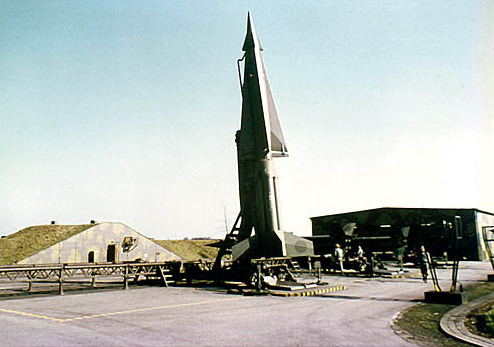
Een Nike Hercules raket op vliegbasis Handorf in 1974

Op een ander deel van het oude vliegveld werd in 1959 de Nike Hercules raketinstallatie van de eerste Groep Geleide Wapens (GGW) geplaatst. De batterij luchtafweerraketten werd in 1975 samengevoegd met de tweede GGW en geplaatst als 12GGW in Hesepe.